# František Pikeš
František Pikeš (2. října 1928 – 1989) byl český fotbalový útočník.

## Hráčská kariéra
V československé lize hrál za ZSJ Železničáři Praha (dobový název Bohemians) ve čtyřech utkáních, aniž by skóroval. V ročníku 1949 se se „Železničáři“ umístil na bronzové příčce prvoligové tabulky, v ročníku 1951 s nimi však sestoupil z nejvyšší soutěže.

### Prvoligová bilance
| Ročník             | Zápasy | Góly | Minuty | Klub                  |
| ------------------ | ------ | ---- | ------ | --------------------- |
| I. liga 1949       | 2      | 0    | –      | ZSJ Železničáři Praha |
| I. liga 1951       | 2      | 0    | –      | ZSJ Železničáři Praha |
| CELKEM I. ČS. LIGA | 4      | 0    | –      |                       |